# Экономика Воронежа

## История
Нахождение города недалеко от точки слияния судоходных рек Воронежа с Доном способствовало развитию в Воронеже торговли, которая к середине XVII века достигла больших размеров. Позже появились новые города на юге Русского государства. Они получили право беспошлинной торговли и безоброчного шинкования. Это лишило Воронежа привилегий и нанесло сильный удар городской торговле.
К 1777 году в Воронеже было 13 салотопенных заводов, 13 суконных фабрик, 6 заводов (кожевенный, свечной, сахарный и др.).
На рубеже XIX и начале XX веков Воронежу принадлежало 3827⅓ десятин земли, из которых под городом было до 800 десятин, а почти всё остальное под лесом. Домов было свыше 5500, из них более половины каменных. Жителей насчитывалось 61 053, в том числе женщин 28 360. Число родившихся в 1890 году достигло 2 281, число умерших — 1 998 обоих полов.
В конце XIX века городские доходы составляли 309 385 рублей, запасный городской капитал — 3175 рублей. Городских расходов было в 1890 году — 312 627 рублей 28 копеек. За городом числился долг государственному банку в сумме 1 010 831 рублей. В это время в Воронеже было 47 фабрик и заводов. В 1862 году торговые обороты Воронежа превышали ещё 3,5 млн рублей.

### XX—XXI век
Ведущими отраслями городской экономики в XX веке являлись машиностроение, металлообработка, электронная и химическая промышленность.
Согласно основным показателям социально-экономического развития городского округа город Воронеж за первый квартал 2009 года отгрузка товаров и услуг по крупным и средним предприятиям составила 16 761,6 млн рублей. Объём продукции собственного производства, отгружённой крупными и средними организациями обрабатывающих производств, составил 65.3 миллиарда рублей, предприятиями по производству и распределению электроэнергии, газа и воды −15.5 миллиардов рублей. Доходы города в 2009 году составили 12,5 млрд рублей, а расходы — 13,3 млрд рублей
В начале 2011 года администрация Воронежа зарегистрировала права на использование названия «Столица Черноземья» по 45 классам товаров и услуг (по другим данным — 34). По остальным классам права принадлежат другим воронежским организациям.
В 2012 году Воронеж занял 8-е место в рейтинге качества городской среды, составленном Министерством регионального развития РФ, Российским союзом инженеров, Федеральным агентством по строительству и жилищно-коммунальному хозяйству, Федеральной службой по надзору в сфере защиты прав потребителей и благополучия человека, а также Московским государственным университетом им. М. В. Ломоносова.

## Энергетика
- Воронежская ТЭЦ-1
- Воронежская ТЭЦ-2
- Нововоронежская АЭС
- Воронежская атомная станция теплоснабжения

## Промышленность
Крупнейшие предприятия городского округа, осуществляющие промышленные виды деятельности:
- ОАО «Концерн „Созвездие“» 2007 года выручка составила 4,16 млрд руб
- ОАО «Воронежское акционерное самолетостроительное общество», 2007 года выручка составила 3,74 млрд руб
- Воронежский вагоноремонтный завод им. Тельмана — филиал ОАО «РЖД» (ремонт пассажирских вагонов всех типов, формирование и ремонт вагонных колесных пар);
- Воронежский тепловозоремонтный завод им. Дзержинского — филиал ОАО «РЖД» (ремонт тепловозов);
- ФГУП «Воронежский механический завод» (производство ракетных и авиационных двигателей, нефтегазового оборудования); В 2009 году общий объём производства составил более 2,9 млрд рублей (спецтехники 2,7 млрд рублей).
- ОАО «Рудгормаш» (производство бурового, обогатительного и горно-шахтного оборудования);
- ОАО «Тяжмехпресс» (производство кузнечно-прессового оборудования);
- ЗАО «Воронежстальмост» (производство мостовых металлоконструкций);
- ООО «Амтел-Черноземье» (производство шин);
- ОАО «Воронежсинтезкаучук» (производство полимерной продукции);
- ОАО ПКФ «Воронежский керамический завод» (производство керамической плитки);
- Воронежский филиал ЗАО «Верофарм» (производство медикаментов);
- ОАО «Молочный комбинат „Воронежский“» (производство молочной продукции);
- ЗАО «Янтарь» (производство сыра);
- ОАО «Воронежская кондитерская фабрика» (производство кондитерских изделий);
- ФГУП «Конструкторское бюро химавтоматики"
- ОАО Воронежский завод полупроводниковых приборов», ВЗПП
- ОАО «Научно-исследовательский институт полупроводникового машиностроения»

26 июня 1941 года на заводе имени Коминтерна в Воронеже была завершена сборка первых двух серийных пусковых установок БМ-13 на шасси ЗИС-6 впоследствии получивших в народе и среди советских войск прозвище «Катюша».
| Отрасли                               | Предприятия |  |
| ------------------------------------- | --- |  |
| Машиностроение и металлообработка     | Воронежское акционерное самолётостроительное общество \| Воронежстальмост \| Рудгормаш \| Тяжмехпресс \| Воронежский вагоноремонтный завод им. Тельмана \| Воронежский тепловозоремонтный завод им. Дзержинского \| Воронежский механический завод \| КБХА (Конструкторское Бюро Химавтоматики) \|Воронежский алюминиевый завод \| Колокололитейный завод Анисимова |  |
| Пищевая промышленность                | Молочный комбинат «Воронежский» \| Завод плавленых сыров ЗАО "ЯНТАРЬ" \| Воронежская кондитерская фабрика \| Воронежские дрожжи \| Пивоваренный завод «Балтика-Воронеж» \| Воронежская хлебная база \| Воронежский мукомольный комбинат \| Хлебокомбинат «Золотой колос» \| Группа Компаний «Маслопродукт»\| «Хлебозавод № 5» \| Воронежский птицекомбинат          |  |
| Химическая промышленность             | «Воронежсинтезкаучук» \| «Амтел-Черноземье» \| «Воронежский керамический завод» \| Воронежский стеклотарный завод \| «Верофарм» \| Воронежский мыловаренный завод «Финист-Мыловар» \| Воронеж-ПЛАСТ \|Технопроект Синтез |  |
| Электронная промышленность            | «Концерн „Созвездие“» \| ОАО «Научно-исследовательский институт полупроводникового машиностроения» |  |
| Деревообработка                       | Холдинговая компания «Мебель Черноземья» \| Мебельная компания «Ангстрем» \| |  |
| Производство музыкальных инструментов | Воронежская фабрика музыкальных инструментов АККО |  |

Завод «Тяжмехпресс»
20 августа 2010 года на заводе «Тяжмехпресс» был впервые в мире создан кривошипный горячештамповочный пресс усилием 14 000 тонносил модели КБ 8552. Масса штампуемых деталей — до 210 кг. В марте 2011 года ОАО «Тяжмехпресс» подписан контракт на поставку горячештамповочного пресса усилием 16 500 тонносил в Китайскую Народную Республику.
Воронежский вагоноремонтный завод им. Тельмана и Воронежский тепловозоремонтный завод им. Дзержинского являются филиалами ОАО «РЖД». Воронежский вагоноремонтный завод занимается ремонтом пассажирских вагонов всех типов, формированием и ремонтом вагонных колёсных пар, а Воронежский тепловозоремонтный завод — ремонтом тепловозов.
ОАО «Рудгормаш» производит буровое, обогатительное и горно-шахтное оборудование. Предприятие было основано в 1 января 1949 года под названием «Машмет». Производственная структура предприятия состоит из цехов основного, заготовительного и самостоятельного производства.
ОАО «Тяжмехпресс» производит кузнечно-прессовое оборудование.
Воронежский алюминиевый завод — закрытое акционерное общество, созданное на основе предприятия «Воронежский завод строительных алюминиевых конструкций» после окончания процедуры его банкротства.

### Химическая промышленность
Наиболее крупными предприятиями химической промышленности являются:
- ФГУП «Конструкторское бюро химавтоматики»
- ОАО «Воронежсинтезкаучук» (производство полимерной продукции);
- ООО «Амтел-Черноземье» (производство шин);
- ОАО ПКФ «Воронежский керамический завод» (производство керамической плитки);
- Воронежский филиал ЗАО «Верофарм» (производство медикаментов);
- Воронежский мыловаренный завод ООО «Финист-Мыловар»[18].
- «Воронежсинтезкаучук» — является единственным предприятием в России, которое производит термоэластопласты[19]. В конце 2008 года объём производства термоэластопластов увеличился с 27 тыс. до 35 тыс. тонн в год.

В марте 2001 года в Воронеже создано совместное российско-чешское предприятие ЗАО «Воронеж-ПЛАСТ» для производства полиэтиленовых и полипропиленовых труб.

### Электронная промышленность
Наиболее крупными предприятиями электронной промышленности являются:
- ОАО «Концерн „Созвездие“»
- ОАО «Воронежский Завод Полупроводниковых Приборов»
- ОАО «Научно-исследовательский институт полупроводникового машиностроения»

### Пищевая промышленность
Наиболее крупными предприятиями пищевой промышленности являются:
- ОАО «Молочный комбинат „Воронежский“» — предприятие, занимающееся производством молочной продукции. Входит в холдинг «Молвест»[21]
- ЗАО «Янтарь» — Воронежский завод плавленых сыров[22]
- ОАО «Воронежская кондитерская фабрика» — компания, занимающаяся производством кондитерских изделий. Входит в холдинг «Объединённые кондитеры»[23]
- ООО «Воронежские дрожжи» (предприятие, выпускающее хлебопекарные прессованные дрожжи)[24]

Первый хлебозавод в Воронеже (Хлебозавод №1) появился в 1929 году, в 1933 — второй, в 1934 — третий. Все они пережили войну и были восстановлены. В 50-е — 80-е годы к ним добавились хлебозаводы №4 (специализировался на сухарях), №5, №6; в 1981 году открылся хлебозавод №7 (на чехословацком оборудовании). В 1992 — 1993 годах собственник хлебозаводов — администрация области — приватизировала их. Первыми частными собственниками предприятий стали в основном сами трудовые коллективы. В рыночным условиям выжили не все — четвёртый, пятый и шестой были закрыты, а акции оставшихся хлебозаводах выкупали директора. В середине 2000-х хлебозаводы № 1, 2, 7, «Тобус» (бывший № 3), воронежский мукомольный комбинат и комбикормовый завод покупает «Русская продовольственная компания» и аффилированные с ней структуры; в 2020 году РПК продала свой бизнес в Воронеже. Сразу закрываются заводы №1, 4 Хлебозавод №2, самый маломощный, закрыт в 2022 г.; остались №7 и «Тобус».
При этом, на рынке хлебобулочных изделий Воронежа появились новые предприятия — «Лимак», «Родные просторы», «Экохлеб» и мини-пекарни.

### Прекратившие работу
С момента распада СССР многие крупные предприятия в Воронеже прекращают свою работу. В их число входят:
- Завод имени М. И. Калинина (кузнечно-прессовое оборудование)
- ВЗЭВП  (впоследствии ВЭЛТ, РАСКО-Воронеж) - (кинескопы, стеклотара) - закрыт в 2022
- Завод имени В.И. Ленина (упаковочные станки-автоматы) - закрыт в 2001
- Воронежский авторемонтный завод (ремонт легковых автомобилей)
- Центральный авторемонтный завод №172 (производство и ремонт техники Министерства обороны)
- Воронежский завод строительных алюминиевых конструкций (алюминиевые строительные конструкции)
- Завод "Водмашоборудование" (сантехническое оборудование)

- ВРТТЗ (Транспортное машиностроение)
- Воронежский экскаваторный завод - закрыт в 2015
- Воронежский завод строительных алюминиевых конструкций
- Завод "Электроприбор" (приборостроение) - закрыт в 2022
- завод "Эталон" (электроника)
- Завод "Процессор" (электроника)
- завод "Видеофон" (электроника)
- Воронежский завод радиодеталей (электроника) - признан банкротом в  2004 году, закрыт
- Хлебозаводы №1,2,4,5
- Молочный завод №2
- Воронежский ликеро-водочный завод (закрыт в 2018)
- Комбикормовый завод
- Автогенный завод [27]
- Мясокомбинат "Воронежский" (закрыт в 2017)
- Винодельческий комбинат
- Макаронная фабрика

Часть заводов перенесена за город ("Воронежсельмаш", мыловаренный завод "Финист", Опытно-механический завод), либо на другие предприятия (например НПО "Энергия"(приборостроение) переведено на территорию бывшего завода "Эталон") В настоящее время территории закрытых предприятий переданы либо под жилую и коммерческую застройку, либо в бывших строениях расположены производственные, торговые или складские объекты, не связанные с основной деятельностью.

## Транспорт

### Железная дорога
В Воронеже размещены три железнодорожных вокзала на железнодорожных станциях Воронеж I, Воронеж II Курский и Придача (Воронеж-Южный). Проектируется левобережный транзитный железнодорожный вокзал. На территории Левобережного и Железнодорожного районов железная дорога проходит через тоннель.

### Автомобильное сообщение
В Воронеже большое количество автомобилей — свыше 200 автомобилей/тыс. человек.
Через Воронеж проходят автомагистраль М4 «Дон» (по объездной дороге) и трасса А144 регионального значения «Курск-Воронеж-Саратов». Работают два автовокзала и одна автостанция: Центральный автовокзал, Левобережный автовокзал и Юго-западная автостанция.

### Воздушное сообщение
Аэропорт «Воронеж» находится рядом с селом Чертовицы, в 5 км от города. С 1995 года аэропорт имеет статус «международного» Из него ежедневно осуществляются рейсы на Москву, в другие города России и мира. С 24 февраля 2022 года временно прекратил работу.
В Левобережном районе расположен аэропорт совместного базирования Придача.

### Городской транспорт
Городской транспорт города представлен автобусами, троллейбусами. 
К концу XIX века и до начала 1920-х годов в Воронеже действовала конно-железная дорога, в 1926 появился трамвай, а в 1960 году был запущен троллейбус. Трамвайное движение закрыто 15 апреля 2009 года в связи с ликвидацией последнего из трех трамвайных парков, проданных в связи с банкротством предприятия "Воронежгорэлектротранс", а также в связи с общим упадком системы.
В городе действует один троллейбусный парк, не менее десяти автобаз для автобусов, обслуживаемых городскими, областными и частными перевозчиками. 

### Мосты

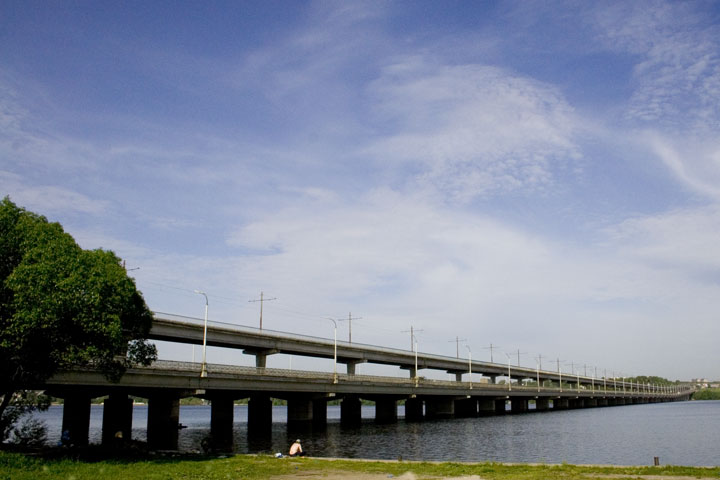
Северный мост с верхним трамвайным ярусом

Левый и правый берег водохранилища связывают три автомобильных моста и железнодорожный переход. Центральный из автомобильных — Чернавский мост, соединяющий Левобережный район с центром города; оригинальным по конструкции является Северный мост — у него два этажа: первый — для автомобилей, второй — для трамваев; через южную часть водохранилища перекинут Вогрэсовский мост. Так же есть небольшие транспортные мосты через речку Песчанка в Левобережном районе, мосты через ручьи Голубой Дунай и Песчаный Лог. Также имеются пешеходные мосты на Придаченскую дамбу (прогулочный мост и Висячий мост).

## Финансовая сфера
- Бюджет города на 2005 год: Доходы — 4,98 млрд рублей. Расходы — 4,89 млрд рублей.[35]
- Бюджет города на 2007 год: Доходы — 8,5 млрд рублей. Расходы — 8,2 млрд рублей.[36]
- Бюджет города на 2008 год: Доходы — 8,720 млрд рублей. Расходы — 9,078 млрд рублей.[37]
- Бюджет города на 2009 год: Доходы — 12,5 млрд рублей. Расходы — 13,3 млрд рублей.[38]

Согласно информации об исполнении бюджета городского округа город Воронеж 2013 года доходы составили 13 487 968 тыс. рублей, а расходы — 14 648 198 тыс. рублей. При планировании в 2012 году доходов — 13 051 169,1 тыс. рублей, а расходов — 13 158 809,1 тыс. рублей.
В городе действуют филиалы крупнейших российских и зарубежных коммерческих банков: «Альфа-Банк», «Связь-Банк», «БАРС Банк», «ВТБ», «Газпромбанк», «ПромТрансБанк», «ПромСвязьБанк», "МДМ Банк, «Росбанк», «Росгосстрах Банк», «АБ Россия», «Россельхозбанк», «Сбербанк России», «Связной Банк», «Социнвестбанк», «Райффайзенбанк», «СтарБанк», «Углеметбанк», «Уралсиб (банк)», «УБРиР» «Юниаструм Банк», «Юникредит банк», «Открытие» и др.

## ЖКХ
Первое уличное освещение в Воронеже появилось в 1804 году, когда воронежский губернатор распорядился, чтобы домовладельцы поставили рядом с принадлежавшими им домами деревянные фонарные столбы со свечными фонарями. Это указание было выполнено лишь частично.. В 1822 году на Большой Дворянской начали создавать первые тротуары, с 1824 года — мостить камнем городские улицы, строить кирпичные стены для предотвращения дальнейшего разрушения уличных спусков. Воду в Воронеж до середины XIX века доставляли водовозы, берущие её из реки Воронеж или из колодцев-журавлей. 18 октября 1869 года на личные средства городского главы Степана Лукьяновича Кряжова и под его руководством в Воронеже был построен первый водопровод. Водонапорная башня стояла на территории современной площади Ленина.
Расходы бюджета современного города на коммунальные услуги за первые девять месяцев 2009 года составили 383,7 млн рублей:
- 2004 год — 262,4 млн руб
- 2005 год — 287,0 млн руб
- 2006 год — 380,2 млн руб
- 2007 год — 379,0 млн руб
- 2008 год — 383,7 млн руб

Доля многоквартирных домов, в которых собственники помещений выбрали и реализуют один из способов управления многоквартирными домами (данные 2009—2011 годов запланированные):
- непосредственное управление собственниками помещений в многоквартирном доме:
  - 0,04 % (2007)
  - 1,29 % (2008)
  - 1,70 % (2009)
  - 1,85 % (2010)
  - 2,00 % (2011)
- управление товариществом собственников жилья либо жилищным кооперативом или иным специализированным потребительским кооперативом:
  - 11,00 % (2007)
  - 11,77 % (2008)
  - 17,00 % (2009)
  - 25,60 % (2010)
  - 35,00 % (2011)
- управление муниципальным или государственным учреждением либо предприятием:
  - 26,58 % (2007)
  - 2,12 % (2008)
  - 1,00 % (2009)
  - 0,06 % (2010)
  - 0,03 % (2011)

2 мая 2010 года депутатами была увеличена доходная часть бюджета городского округа город Воронеж на 953 432,372 тыс. рублей. На капитальный ремонт жилищного фонда Воронежа будет потрачено около 700 миллионов рублей, на мероприятия по переселению из ветхого и аварийного жилья — более 200 миллионов рублей. 24 июня 2010 года в здании Воронежской городской Думы были проведены публичные слушания, на котором обсуждался проект муниципальной адресной программы «Снос и реконструкция ветхого многоквартирного жилищного фонда в городском округе город Воронеж», в рамках которого будут снесены и реконструированы более 500 домов на ул. 9 Января, проспект Труда, ул. Ленинградская, ул. Солнечная и др.
Одной из серьёзных проблем городского жилищно-коммунального хозяйства является обеспечение жителей питьевой водой.
- В конце марта 2009 года в реестре требований кредиторов муниципального предприятия города «Водоканал Воронеж» была задолженность в 888 млн рублей[47][48].

Современный Воронеж входит в число городов, в которых вода в водопроводные трубы попадает только из подземных источников, что позволяет предотвратить массовые кишечные заболевания из-за водоснабжения. По данным февраля 2010 года предприятия и жители Воронежа потребляли 500 тысяч кубометров воды в сутки, которые поступают в водопровод из 245 скважин городских водоподъёмных станций. Тем не менее на протяжении последних десятилетий, начиная с 1970-х годов (время начала массового строительства многоэтажных домов) в некоторых микрорайонах города (Северный, Юго-Западный и др.) существует проблема нехватки воды, поэтому холодное и горячее водоснабжение во многих домах осуществляется по графику: с 6.00 до 12.00 и с 17.00 до 23.00. В дни государственных праздников, в выходные дни, часто производится круглосуточное водоснабжение в данных районах. В феврале 2010 года глава областной администрации Воронежской области Алексей Гордеев заявил, что график подачи воды в Воронеже будет отменён к 2011 году.
В рамках программы «Снос и реконструкция ветхого многоквартирного жилищного фонда в городском округе город Воронеж» сносятся и реконструируются более 500 домов на ул. 9 Января, проспект Труда, ул. Ленинградская, ул. Солнечная и др.
В октябре 2010 года старший помощник прокурора области Михаил Николаевич Усов сообщил, что была проведена прокурорская проверка деятельности управляющих компаний:
- ОАО «Управляющая компания Левобережного района»,
- ООО «Стройтрест 2П»,
- ООО «АВА-кров»,
- ООО «РЭП с. Никольское»,
- ООО «УК РУСЬ-М».

В результате были выявлены многочисленные нарушения жилищного законодательства, а против руководителей управляющей компании ОАО «Управляющая компания Левобережного района» возбуждено уголовное дело по признакам преступления, предусмотренного частью 1 ст.165 УК РФ (причинение имущественного ущерба путём обмана или злоупотребления доверием), которое стало первым уголовным делом против управляющей компании в истории города.

## Торговля и сфера услуг
- В 1970-е годы в Воронеже был построен первый в истории города крытый рынок[52]
- Действуют многочисленные сетевые продовольственные супермаркеты и гипермаркеты, ведётся строительство новых. Например,[53]: ТРДК «Центр Галереи Чижова», «Премьер»[54], «Саммит»[55], ТРЦ «МаксиМИР»[56], «Сити-Парк Град»[57] и др.
- Действуют многочисленные сетевые продовольственные супермаркеты и гипермаркеты: Вестер Гипер, Копейка, Магнит, Перекрёсток, Пятёрочка, Линия, METRO Cash & Carry, Ашан, Leroy Merlin, Castorama и др.
- С 2006 года в Воронеже ведётся активное строительство торгово-развлекательных и бизнес-центров различного класса[53]: Центр Галереи Чижова, «Премьер»[54], «Саммит»[55] и др.

### Девелоперство
Строящиеся центры различного назначения:
- Торгово-развлекательный центр «Центр Галереи Чижова» (первая очередь начала работу в октябре 2009 года)
- Бизнес-центр (класса А) «Премьер»
- Бизнес-центр (класса В) «Галерея Чижова» (самое высокое здание в Воронеже)
- Торгово-развлекательный комплекс «Компании НСТ»
- Торгово-развлекательный комплекс «Град»